# آده سلانک
آده سلانک نمایشنامه‌نویس، فیلم‌نامه‌نویس، بریتانیایی است است که همچنین برندهٔ جوایزی همچون برنامه فولبرایت شده‌است.

## تحصیلات
او از دانش‌آموختگان دانشگاه هنرهای سینمایی یواس‌سی است.